# Ricardo María Carles Gordó
Ricardo María kardinál Carles Gordó (24. září 1926 Valencie – 17. prosince 2013) byl španělský římskokatolický kněz, emeritní arcibiskup Barcelony, kardinál.

## Veřejné působení
Kněžské svěcení přijal 29. června 1951 ve Valencii. Po vysvěcení v působil v této arcidiecézi, podílel se na koordinaci místní organizace Katolické dělnické mládeže a pastoraci rodin.
V červnu 1969 byl jmenován biskupem diecéze Tortosa, biskupské svěcení přijal 3. srpna téhož roku. V březnu 1990 se stal arcibiskupem Barcelony. Při konzistoři 26. listopadu 1994 ho papež Jan Pavel II. jmenoval kardinálem. Po dosažení kanonického věku rezignoval na řízení arcidiecéze, jeho nástupcem se stal dosavadní arcibiskup Tarragony Lluís Martínez Sistach.